# قرية بني عوضة (مدينة حجة)

تعديل مصدري - تعديل

قرية بني عوضة هي إحدى قرى عزلة حملان بمديرية مدينة حجة التابعة لمحافظة حجة، بلغ تعداد سكانها 70 نسمة حسب تعداد اليمن لعام 2004.